# بطولة الأمم الرئيسية 1936
بطولة الأمم الرئيسية 1936 (بالإنجليزية: 1936 Home Nations Championship)‏ هو الموسم 49 من بطولة الأمم الرئيسية. كان عدد الأندية المشاركة فيه 4، وفاز فيه منتخب ويلز الوطني لاتحاد الرغبي.